# 양첸 (사격 선수)
양첸(중국어 간체자: 杨倩, 정체자: 楊倩, 병음: Yáng Qiàn, 한자음: 양천, 2000년 7월 10일~)은 중화인민공화국의 사격 선수로 주 종목은 공기소총이다. 2020년 하계 올림픽 10m 공기 소총에서 우승을 차지하면서 해당 올림픽 경기 대회 첫 금메달을 획득했다.